# Daniela Simmons
Daniela Simmons (Perugia, 1961) is een Italiaans-Zwitsers zangeres.

## Biografie
Simmons werd in 1961 geboren in Perugia uit Italiaanse ouders. Haar vader was muzikant en steunde zijn dochter in haar liefde voor muziek. Ze begon reeds op driejarige leeftijd te zingen en schreef haar eigen nummers vanaf de leeftijd van dertien jaar. Later zou ze gaan studeren aan het conservatorium van Lausanne. In 1984 won ze een talentenjacht op de Zwitserse Franstalige nationale televisie. Twee jaar later nam ze deel aan de Zwitserse preselectie voor het Eurovisiesongfestival. Met het nummer Pas pour moi won ze de finale, waardoor ze Zwitserland mocht vertegenwoordigen op het Eurovisiesongfestival 1986, dat gehouden werd in het Noorse Bergen. Ze eindigde als tweede, na de Belgische Sandra Kim.
In 1991 trouwde ze met componist Atilla Şereftuğ, met wie ze een jaar later een zoon kreeg.